# Pénzügyi palota (Miskolc)
A miskolci Pénzügyi palota az épület bejárata fölött elhelyezett évszám szerint 1912-re épült fel. A hatalmas saroképület a Fazekas és a Dózsa György utcák sarkának városképileg is meghatározó eleme, főhomlokzatával a Fazekas utcára néz.

## Története
A pénzügyigazgatóság székházát Szentpáli István első polgármestersége idején emelték. Először a Városház térre, pontosabban a mai Szent István térre tervezték felépíteni, de Weil Rezső építészmérnök, a tervező, az akkori Werbőczy utcai (ma Fazekas utca) telket javasolta, így lehetőség nyílt a Dózsa György utcán álló Igazságügyi palotával összekapcsolni az épületet. Az építészeti tervet 1911-ben fogadták el. Az építés megkezdése előtt a Werbőczy utcát 20 méterrel kiszélesítették. Az 1912 augusztusában kezdődő építési munkálatok vezető építésze a miskolci Feldmann Mór volt. Gyorsan és sokan dolgozhattak rajta (fel is jegyezték, hogy az építkezésen „a vállalkozó … több munkást elhelyezni nem tudna”), mert decemberben már tető alatt állt a hivatalház, és ezt megörökítették a bejárat fölött. A belső munkálatokhoz a következő év márciusában fogtak hozzá, az átadás 2013. június 1-jén volt. Az épületre 1922–1923-ban egy harmadik emeletet húztak, ami olyan jól sikerült, hogy még a figyelmes szemlélő számára is észrevehetetlen.
Az eredetileg kétemeletesnek épült irodaház első emeletét a pénzügyigazgatóság, második emeletét a számvevőség kapta meg. Az összesen 130 helyiséges épületben egyebek mellett 67 szoba, négy fürdőszoba, kilenc konyha és nyolc speciális pince volt. A hivatali helyiségeken kívül önálló lakosztálya volt a pénzügyigazgatónak és a dohánybeváltó főfelügyelőnek. 
Az épület magasföldszintjén ma a Borsod-Abaúj-Zemplén Megyei Levéltár, emeletein miskolci törvényszék cégbírósága és a közigazgatási és munkaügyi bíróság működik.

## Az épület leírása
A székház és tervezője a mű elkészülte után heves viták kereszttüzébe került. Elsősorban a homlokzatok erőteljes, sokak szerint túlzó tagolását támadták. A nyugati, 28 méter hosszú Dózsa György utcai oldalon ugyanis 4,6 méteres, 50 centiméter kiugrású, az északi, 73,4 méter hosszú Fazekas utcai homlokzat két végén 6,5 méteres, 40 centiméter kiugrású, középen, a főbejáratnál 16 méter hosszú és 1 méter kiugrású rizalitot helyeztek el. A tervet Szűcs Sándor városi főépítész védte meg, aki szerint az épület monumentalitása „egyenesen megkívánja a homlokzat ilyen erős tagolását”. A Fazekas utcai főbejáratnak üvegezett kovácsoltvas kapuja van, két oldalon dór oszlopokat stilizáló kő pilaszterrel, a fölötte lévő, háromszög alakú lezáró elemben az építés ideje látható („Anno MCMXII”). A nagy középső rizalit koronázó párkány alatti felső részét az emeletráépítés során változatlan formában építették meg. A főbejáraton át először a magasföldszintre lehet feljutni, széles, hármas tagolású lépcsősoron. Itt helyezkedik el a kapusfülke, és innen közelíthető meg az udvari rész felé kiugratott lépcsőház. A mennyezet és a boltozat alsó felülete geometriai mintázatú kazettás freskóval díszített. A kétemeletnyi belmagasságú lépcsőház udvarra néző falán fémkeretbe foglalt, hármas tagolású színezett ólomüveg ablakok vannak.

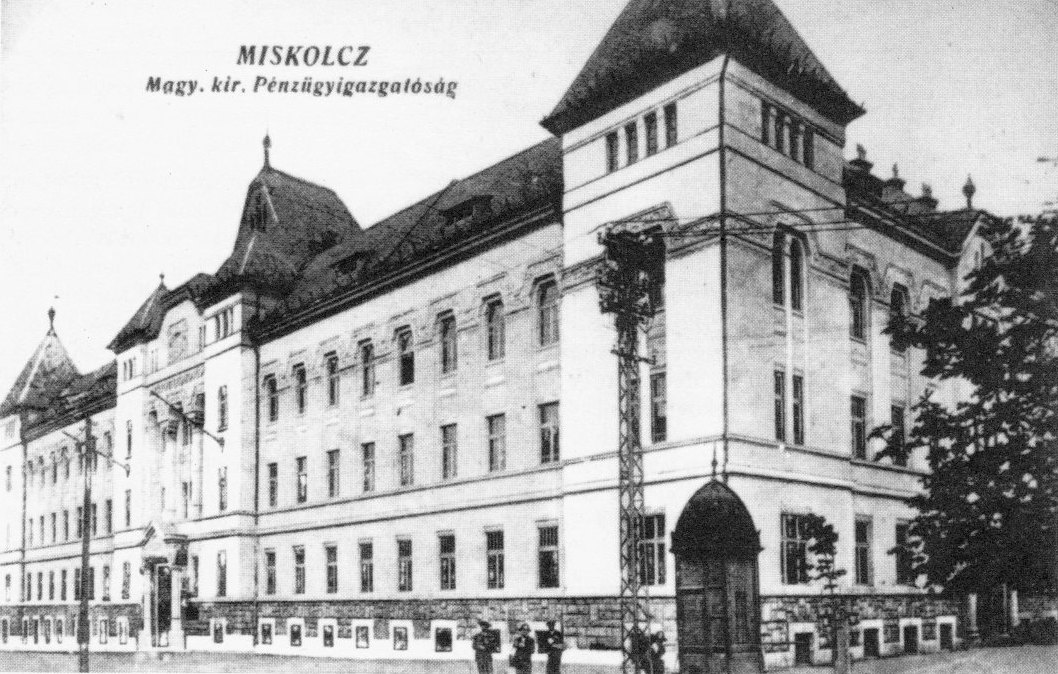
A épület 1923-ban...
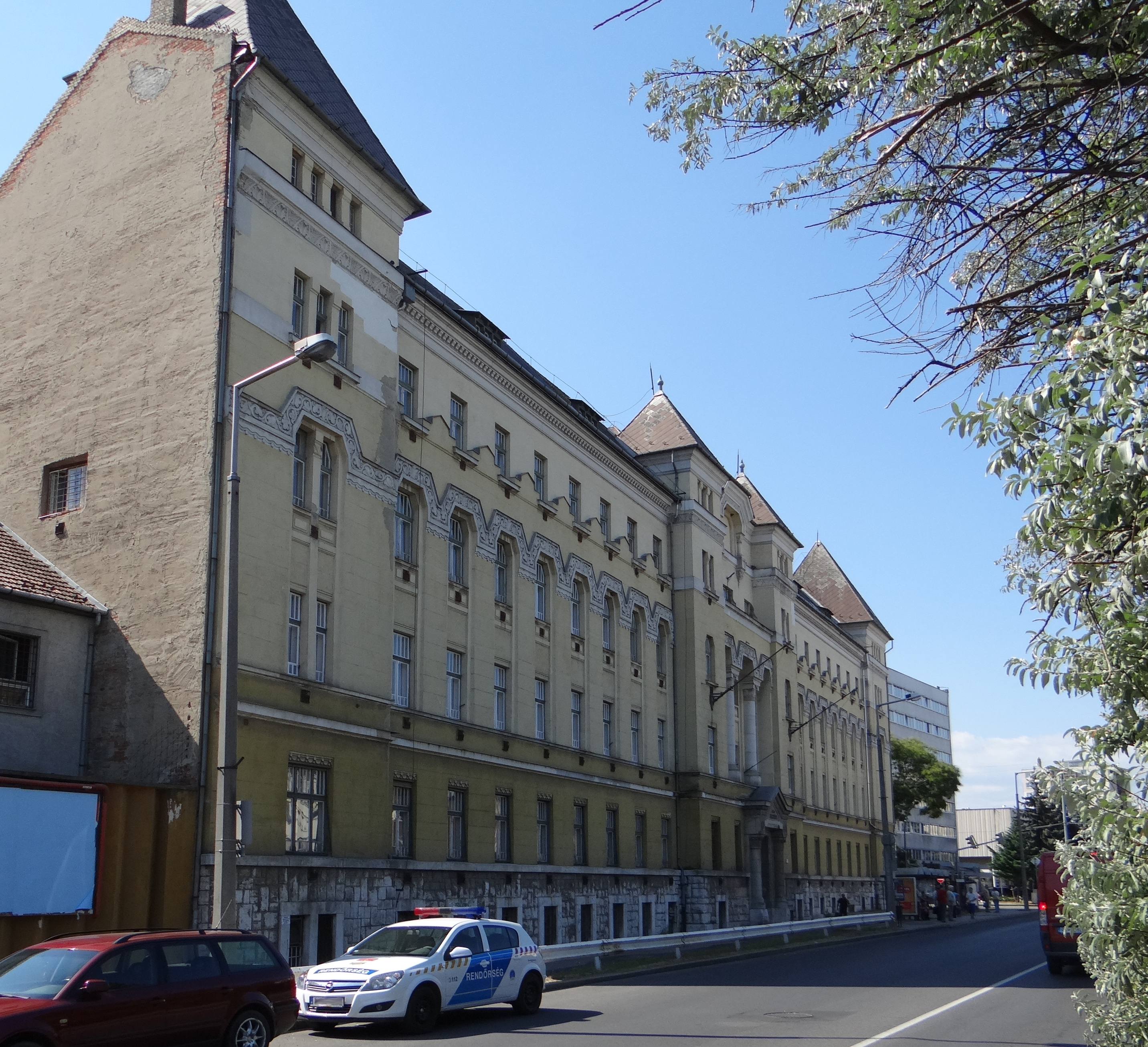
...és 2013-ban
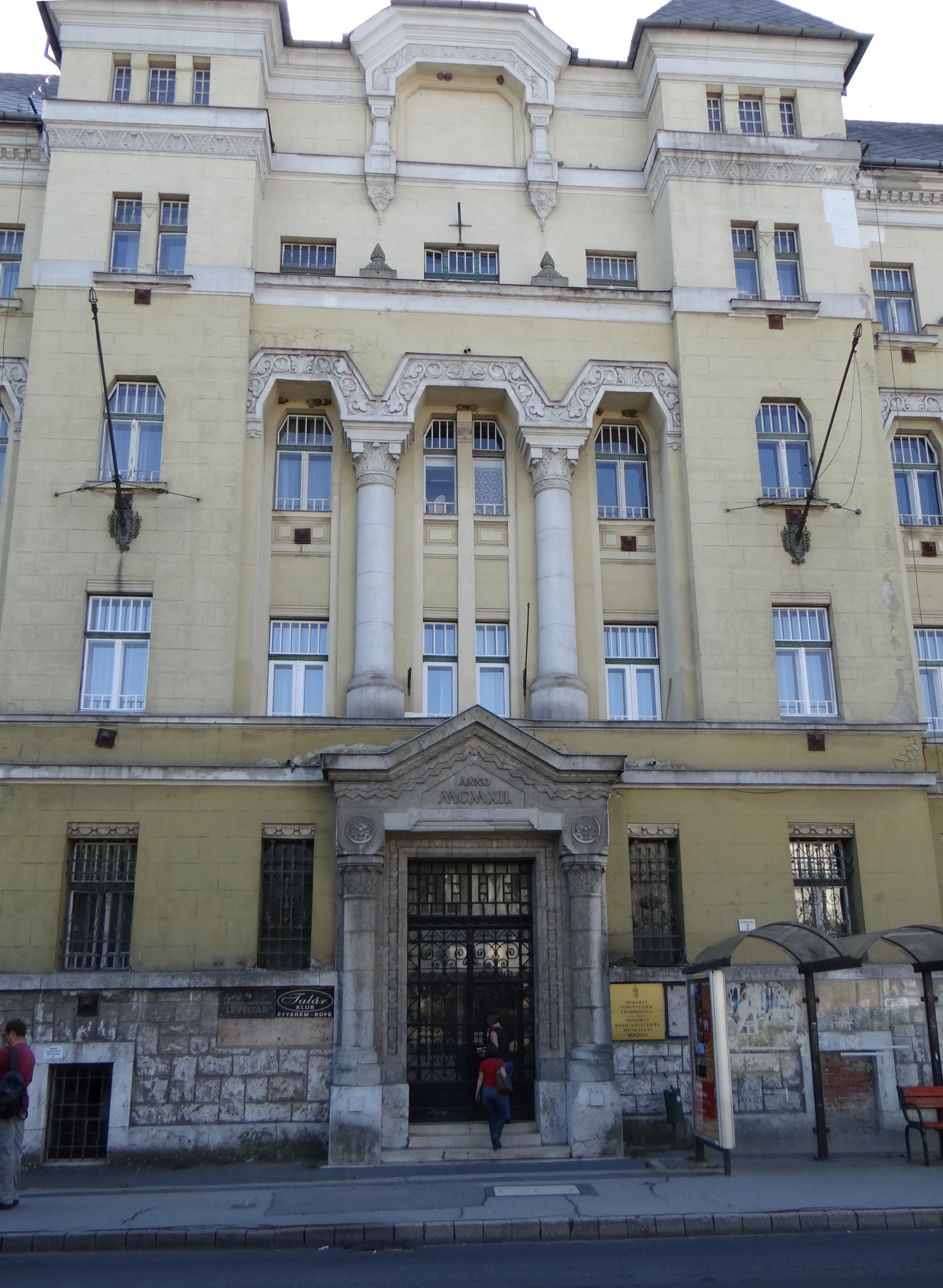
A homlokzat részlete
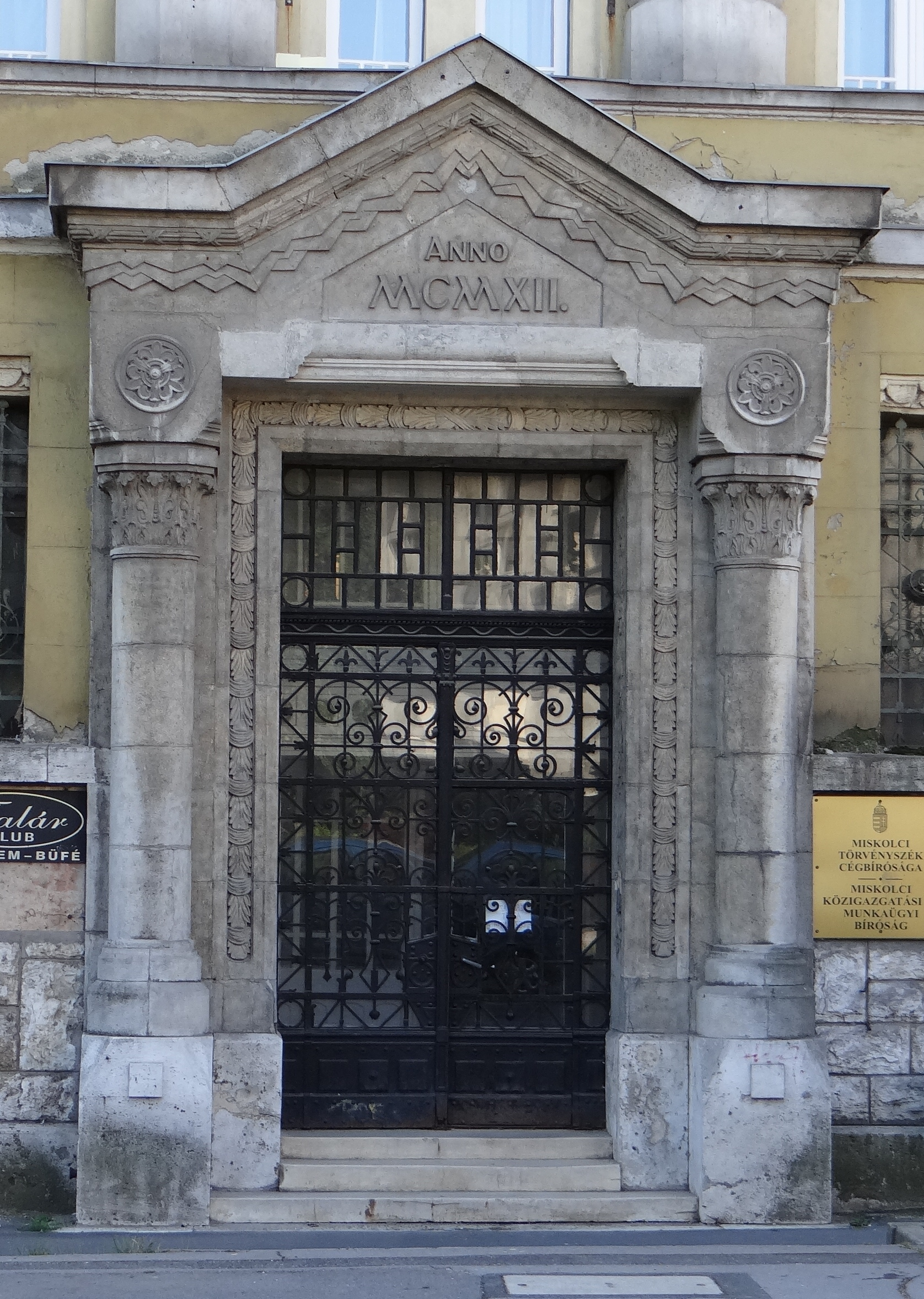
A bejárat